# 108 Virginis
108 Virginis är en blåvit stjärna i huvudserien i Jungfruns stjärnbild.
Stjärnan har visuell magnitud +5,67 och är synlig vid god seeing. Den befinner sig på ett avstånd av ungefär 495 ljusår.